# توماس كوستا (سياسي)
توماس كوستا (بالإنجليزية: Thomas J. Costa)‏ هو سياسي أمريكي، ولد في 30 يونيو 1912، وتوفي في 1 أبريل 2003. حزبياً، نشط في الحزب الجمهوري. وقد انتخب Mayors of Teaneck, New Jersey ‏.

## التاريخ السياسي
تم إنتخاب كوستا في مجلس تينيك للتعليم في عام 1946، وأعيد انتخابه في عامي 1949 و1952. انتُخب كوستا في مجلس بلدة تينيك في عام 1958، إلى جانب السياسي ماثيو فيلدمان. أعيد انتخابه في عامي 1962 و1966. كان نائبا لرئيس البلدية من 1962 إلى 1966. بعد انتخاب فيلدمان لمجلس شيوخ الولاية، حل كوستا محل فيلدمان كرئيس للبلدية، حيث خدم من 1966 إلى 1969. 